# Liga gentlemanů
Liga gentlemanů (anglicky The League of Gentlemen) je britský komediální hororový sitcom, který byl poprvé odvysílán v roce 1999 na televizní stanici BBC Two. Jeho autory jsou Jeremy Dyson, Mark Gattis, Stev Pemberton a Reece Shearsmith.

## Historie
Liga Gentlamanů je také pojmenování tvůrčí čtveřice, která stvořila tento seriál. Steve Pemberton, Mark Gatiss a Reece Shearsmits se setkali již při studiu na divadelní škole Bretton Hall. Se svým posledním členem Jeremym Dysonem se setkali později při jiných hereckých projektech. Původně Liga společně tvořila pro divadlo. Název spolku vznikl v roce 1994 a byl převzatý z filmu Jacka Hawkinse Liga Gentlamanů (1960). Distribuční název pro český trh je Spolek Gentlemanů.
V roce 1997 spolu vytvořili rozhlasovou show On the Town s The League of Gentlemen, která debutovala na BBC Radio 4. On The Town získali cenu Sony. Tento úspěch dál posléze vzniknout seriálu. (Nejedná se však o přímou adaptaci, mnoho skutečností bylo v seriálu změněno.)
Seriálu byly vyrobeny tři série, první odvysílaná v roce 1999, druhá v roce 2000 a třetí v roce 2002. Vánoční speciál byl odvysílán v prosinci 2000, po odvysílání celé druhé série.
Během vysílací pauzy v roce 2001 Liga uvedla první živé vystoupení s názvem The League of Gentlemen Live at Drury Lane.
V lednu roku 2005 BBC odvysílalo krátký skeč pro charitativní akci Comic Aid, ve kterém vystupovali dvě hlavní postavy ze seriálu.
Poté 3. července měl ve Spojeném království premiéru film Zkáza spolku Gentlemanů, který de facto ukončil seriál.
V témže roce Liga uvedla živé představení The League of Gentlemen Are Behind You!.
V roce 2006 se mezi fanoušky a na neoficiálním webu seriálu začalo diskutovat o možném pokračování seriálu. 23. května 2007 Race Shearsmits uvedl na svém blogu, že se skupina nedávno setkala v londýnském West Endu probírali možné pokračování seriálu. K jejíž realizaci prozatím nedošlo. Pro Gantlmany následovala více než deset let trvající pauza.
V říjnu 2016 mluvil Mark Gatiss v BBC radio o touze po znovu obnovení seriálu.
V dubnu 2017 Mark Gatiss a Race Shearsmith na svých webech potvrdili, že se seriál vrátí ve formě výročního speciálu. BBC v srpnu oznámila, že budou vyrobeny tři nové epizody, které budou vysílány v prosinci 2017. Nakonec byly vysílány 18. 19. a 20. prosince 2017. Jedná se de facto o 4 sérii seriálu.

## Přehled řad a seznam epizod
| Řada | Díly | Premiéra ve VB    | Premiéra ve VB    | Premiéra v ČR   | Premiéra v ČR   | Stanice ve VB |
| Řada | Díly | První díl         | Poslední díl      | První díl       | Poslední díl    | Stanice ve VB |
| ---- | ---- | ----------------- | ----------------- | --------------- | --------------- | ------------- |
| 1    | 6    | 11. ledna 1999    | 21. února 1999    | 12. února 2015  | 24. března 2015 | BBC2          |
| 2    | 6    | 14. ledna 2000    | 18. února 2000    | 31. března 2015 | 5. dubna 2015   | BBC2          |
| 3    | 6    | 24. září 2002     | 31. října 2002    | 12. května 2015 | 15. června 2015 | BBC2          |
| 4    | 3    | 18. prosince 2017 | 20. prosince 2017 | 12. února 2021  | 26. února 2021  | BBC2          |

| Č. | Název                       | Český název                     | Premiérové vysílání | Vysílání v ČR   |
| -- | --------------------------- | ------------------------------- | ------------------- | --------------- |
| 1  | Welcome to Royston Vasey    | Vítejte v Royston Vasey         | 11. ledna 1999      | 17. února 2015  |
| 2  | The Road to Royston Vasey   | Silnice do Royston Vasey        | 18. ledna 1999      | 24. února 2015  |
| 3  | Nightmare in Royston Vasey  | Noční můra v Royston Vasey      | 18. ledna 1999      | 3. března 2015  |
| 4  | The Beast of Royston Vasey  | Zrůda z Royston Vasey           | 25. ledna 1999      | 10. března 2015 |
| 5  | Love Comes to Royston Vasey | Láska přichází do Royston Vasey | 8. února 1999       | 17. března 2015 |
| 6  | Escape from Royston Vasey   | Útěk z Royston Vasey            | 15. února 1999      | 24. března 2015 |

| Č. | Název                                   | Český název                   | Premiérové vysílání | Vysílání v ČR   |
| -- | --------------------------------------- | ----------------------------- | ------------------- | --------------- |
| 7  | Destination: Royston Vasey              | Cíl: Royston Vasey            | 14. ledna 2000      | 31. března 2015 |
| 8  | Lust for Royston Vasey                  | Chtíč v Royston Vasey         | 21. ledna 2000      | 7. dubna 2015   |
| 9  | A Plague on Royston Vasey               | Nákaza v Royston Vasey        | 28. ledna 2000      | 14. dubna 2015  |
| 10 | Death in Royston Vasey                  | Smrt v Royston Vasey          | 4. února 2000       | 21. dubna 2015  |
| 11 | Anarchy in Royston Vasey                | Anarchie v Royston Vasey      | 11. února 2000      | 28. dubna 2015  |
| 12 | Royston Vasey and the Monster from Hell | Royston Vasey a zrůda z pekel | 18. února 2000      | 5. května 2015  |

| Č. | Název                                        | Český název                                  | Premiérové vysílání | Vysílání v ČR          |
| -- | -------------------------------------------- | -------------------------------------------- | ------------------- | ---------------------- |
| 13 | Lesbian And The Monky                        | Lesba a opičák                               | 26. září 2002       | 12. května 2015        |
| 14 | The One-Armend Man Is king                   | Jednoruký králem                             | 3. října 2002       | 19. května 2015        |
| 15 | Turn Again Geoff Tips                        | Začni znovu, Geoffe Tipsi                    | 10. října 2002      | 26. května 2015        |
| 16 | The Medusa Touch                             | Dotek medúzy                                 | 17. října 2002      | 2. června 2016[rozpor] |
| 17 | Beauty And The Beast (or Come Into My Parol) | Kráska a zvíře (aneb Vstupte do mého salonu) | 24. října 2002      | 9. června 2015[rozpor] |
| 18 | How the Elephant Got Its Trunk               | Kterak Slon o chobot přišel                  | 31. října 2002      | 16. června[ujasnit]    |

| Č. | Název                    | Český název              | Premiérové vysílání | Vysílání v ČR  |
| -- | ------------------------ | ------------------------ | ------------------- | -------------- |
| 19 | Return to Royston Vasey  | Návrat do Royston Vasey  | 18. prosince 2017   | 12. února 2021 |
| 20 | Save Royston Vasey       | Zachraňte Royston Vasey  | 19. prosince 2017   | 19. února 2021 |
| 21 | Royston Vasey, Mon Amour | Royston Vasey, Mon Amour | 20. prosince 2017   | 26. února 2021 |